# اریکا گرسیک
اریکا گرسیک (به انگلیسی: Erika Gerceg) (زاده ۵ ژوئیهٔ ۱۹۸۹) خواننده مجارستانی-اوکراینی است. او عضو گروه ویا گرا است.